# 田中大地 (バスケットボール)
田中 大地（たなか だいち、1989年2月5日 - ）は、日本のバスケットボール選手である。ポジションはガード/フォワード。滋賀レイクスターズに所属していた。

## 来歴
東京都出身。東京都立練馬高等学校を経て東京成徳大学を2012年3月に卒業後、JBL2のデイトリックつくばに入団。
2013年、NBLのつくばロボッツに移籍し、2013-14シーズンは42試合に出場した。同シーズン終了後、bjリーグの富山グラウジーズに移籍。
2016年、B1の滋賀レイクスターズに移籍。
ストリートボールSOMECITYでは登録名「マイケル」としてプレーしている。
1月10日に現役引退を発表。
2018-19シーズンからシャンソン化粧品バスケットボール部のチームスタッフ就任。

## 記録
| シーズン         | チーム | GP | GS | MPG  | FG%  | 3P%  | FT%  | RPG | APG | SPG | BPG | TO  | PPG |
| ---------------- | ------ | -- | -- | ---- | ---- | ---- | ---- | --- | --- | --- | --- | --- | --- |
| NBL 2013-14      | つくば | 42 |    | 24.9 | .399 | .200 | .400 | 2.8 | 1.0 | 1.0 | 0.2 | 0.8 | 5.1 |
| bjリーグ 2014-15 | 富山   | 41 |    | 12.4 | .448 | .182 | .545 | 2.0 | 1.0 | 1.0 | 0.2 | 0.5 | 2.2 |
| bjリーグ 2015-16 | 富山   | 50 |    | 22.3 | .476 | .000 | .646 | 3.0 | 1.6 | 1.0 | 0.3 | 0.5 | 4.6 |
| B2 2016-17       | 滋賀   |    |    |      |      |      |      |     |     |     |     |     |     |